# Двінгело 1
Двінгело 1 (Dwingeloo 1, Cas 2) — спіральна галактика з баром на відстані близько 10 мільйонів світлових років від Землі, у сузір'ї Кассіопеї. Вона перебуває в зоні уникання й сильно затемнюється газопиловими хмарами Чумацького Шляху. Розміри й маса Двінгело 1 зіставні з галактикою Трикутника.
Двінгело 1 має дві невеликі супутникові галактики — Двінгело 2 і MB 3 — та є членом групи галактик IC 342/Маффея.

## Відкриття
Галактика Двінгело 1 була відкрита 1994 року в огляді прихованих галактик (англ. Dwingeloo Obscured Galaxy Survey, DOGS), який виконувала радіообсерваторія Двінгело (Нідерланди). Вивчалося радіовипромінювання нейтрального водню (HI) на довжині хвилі 21 см від об'єктів у зоні уникання. У цій зоні газ і пил, що концентруються в диску Чумацького Шляху, поглинають світло від галактик, що лежать поза ним, і таким чином приховують їх від земного спостерігача (який перебуває всередині диску). 
Вперше ця галактика була помічена як нічим не примітна туманність на фотопластинах Паломарського огляду неба, але не була визнана галактикою. Її також було незалежно відкрито через кілька тижнів потому іншою групою астрономів, що працювали з Еффельсберзьким 100-м радіотелескопом.
Після відкриття Двінгело 1 була класифікована як спіральна галактика з баром, а визначена відстань до неї становила близько 3 Мегапарсек. У цілому за розмірами й масою, галактика порівняна з галактикою Трикутника — третьою за розмірами галактикою в Місцевій групі.
Двінгело 1 було названо на честь 25-метрового радіотелескопа, який застосовувався для огляду прихованих галактик.

## Відстань і членство в групі
Двінгело 1 є дуже затемненою галактикою, що ускладнює визначення відстані до неї. Первісна оцінка, зроблена незабаром після відкриття й заснована на співвідношенні Таллі – Фішера, була близько 3 Мпк. Пізніше ця оцінка була збільшена до 3,5–4 Мпк.
За іншою оцінкою 1999 р. (заснованою на інфрачервоному співвідношенні Таллі–Фішера) відстань до галактики оцінювалася більше 5 Мпк. Станом на 2011 рік відстань до Двінгело 1 вважається близько 3 Мпк на основі її вірогідного членства в групі галактик IC 342/Маффея.
Двінгело 1 має дві невеликих галактики-супутники. Перша, Двінгело 2, є неправильною галактикою, а друга, MB 3, швидше за все, є карликовою сфероїдальною галактикою.

## Характеристики
Двінгело 1 має центральну перемичку та два спіральні рукави, які починаються від кінців перемички майже під прямим кутом й закручуються проти годинникової стрілки. Довжина рукавів становить до 180°. Диск галактики нахилений до земного спостерігача під кутом 50°. Галактика віддаляється від Чумацького Шляху зі швидкістю близько 256 км/сек.
Видимий радіус Двінгело 1 становить 4,2 кутових хвилини, що на відстані 3 Мпк відповідає лінійному розміру близько 4 Кпк. Нейтральний водень спостерігається на відстані до 7,5' (6 кілопарсек) від центру галактики. Загальна маса галактики для радіусу 6 кілопарсек оцінюється в 31 мільярд сонячних мас, що становить близько чверті маси Чумацького Шляху.
Розподіл нейтрального водню в Двінгело 1 характерний для спіральної галактики з баром — він досить плаский із мінімумом у центрі або вздовж перемички. Загальна маса нейтрального водню оцінюється в 370—450 млн. M☉. Двінгело 1 бідна на молекулярний газ — загальна маса молекулярного водню не перевищує 10 % маси нейтрального водню. Оптичні спостереження виявили близько 15 зон H II, розташованих в основному вздовж спіральних рукавів.